# 君谷長晴
君谷 長晴（きみたに ながはる）は、戦国時代の武将。石見国邑智郡河本郷（現在の島根県邑智郡川本町）の温湯城を本拠地とする石見小笠原氏第12代当主・小笠原長隆の次男。

## 略歴
石見小笠原氏12代当主・小笠原長隆の次男として誕生。石見国邑智郡君谷に住し「君谷」を名乗った。
天文年間に君谷氏の祈願所として玉泉寺（曹洞宗通幻派）を開創した。
天文9年（1540年）から天文10年（1541年）にかけて尼子晴久が毛利元就を攻めた吉田郡山城の戦いでは、父と共に尼子氏に味方したが、天文10年（1541年）1月に戦死した。